# Abel Alonso Núñez
Dom Abel Alonso Núñez, O. de M. (Riós, 14 de junho de 1921 — Campo Maior, 8 de março de 2003) foi um bispo católico espanhol, e Bispo da Diocese de Campo Maior.

## Biografia
Nasceu em 1921 em uma pequena cidade da província de Ourense, na Espanha onde foi batizado no dia 16 de agosto do mesmo ano e onde també se crismou em 24 de maio de 1923. Ingressou na Ordem dos Mercedários no dia 21 de novembro de 1934; no convento maior de Poio se formou em filosofia e em teologia; foi ordenado sacerdote, por Dom Rafael Balanjá e Navarro, em 22 de dezembro de 1945, celebrou sua primeira misa em 29 de dezembro do ano ide, no covendo dos Mercedários, em Verín, Ourense. De 1945 a 1948 foi professor no Colégio Tirso de Molina, em Ferrol, daí sendo transferido para ser o vigário da Casa de Olivenza, em 1951 é transferido para Ferrol, agora para ser diretor do colégio onde fora professor e a instituição alcançou grande prestígio durante sua administração.

## Na Bolívia
Em 1953 foi enviado para o Convento de La Paz, na Bolívia e aí sendo vigário coadjutor da paróquia e sendo nomeado superior conventual em que, junto com o pároco titular, desenvolveu trabalhos que resultaram na construção de uma igreja maior e na construção da residência conventual.

## No Brasil
Em 1960 foi enviado para o Rio de Janeiro para ser superior conventula e o pároco da igreja das Mercês, em Ramos. Em 24 de setembro de 1971 foi elevado ao episcopado por decreto do papa Paulo VI, sua ordenação foi em 24 de setembro de 1971, na igreja matriz de Nossa senhora das Mercês, no Rio de Janeiro, e sendo nomeado bispo auxiliar de Dom José Vasquez Diaz na Diocese de Bom Jesus do Gurgueia, no estado do Piauí. Em 31 de março de 1976 o papa Paulo VI o envia para ser o primeiro bispo da Diocese de Campo Maior ao que foi empossado no dia 12 de junho de 1976.

## Serviço pastoral
A edição especial da revista O Bom Pastor, editada em 2003 pela Diocese de Campo Maior tem os seguintes dados sobre o mandato pastoral de Dom Abel Alonso Nuñes. Ei-los:

"38 ordenações; 180 mil batizados; 35 mil casamentos; 40 mil confirmações; 82 mil primeiras comunhões; 21 novas igrejas; 28 novas casas paroquiais; 18 igrejas pró-paróquiais assistidas por freiras; 17 casas de freiras; 10 salões paroquiais; 50 capelas comunitárias; 1720 visitas; 560 mil Km rodados; 4 creches; 1 centro diocesano;. Ação Social: distribuição de sementes, escavações de poços; construções de reservatórios d'água; manutenção de creches; assistência média sistemática dirigida de modo particular aos tuberculosos e hansenianos, etc".

## Galeria de imagens

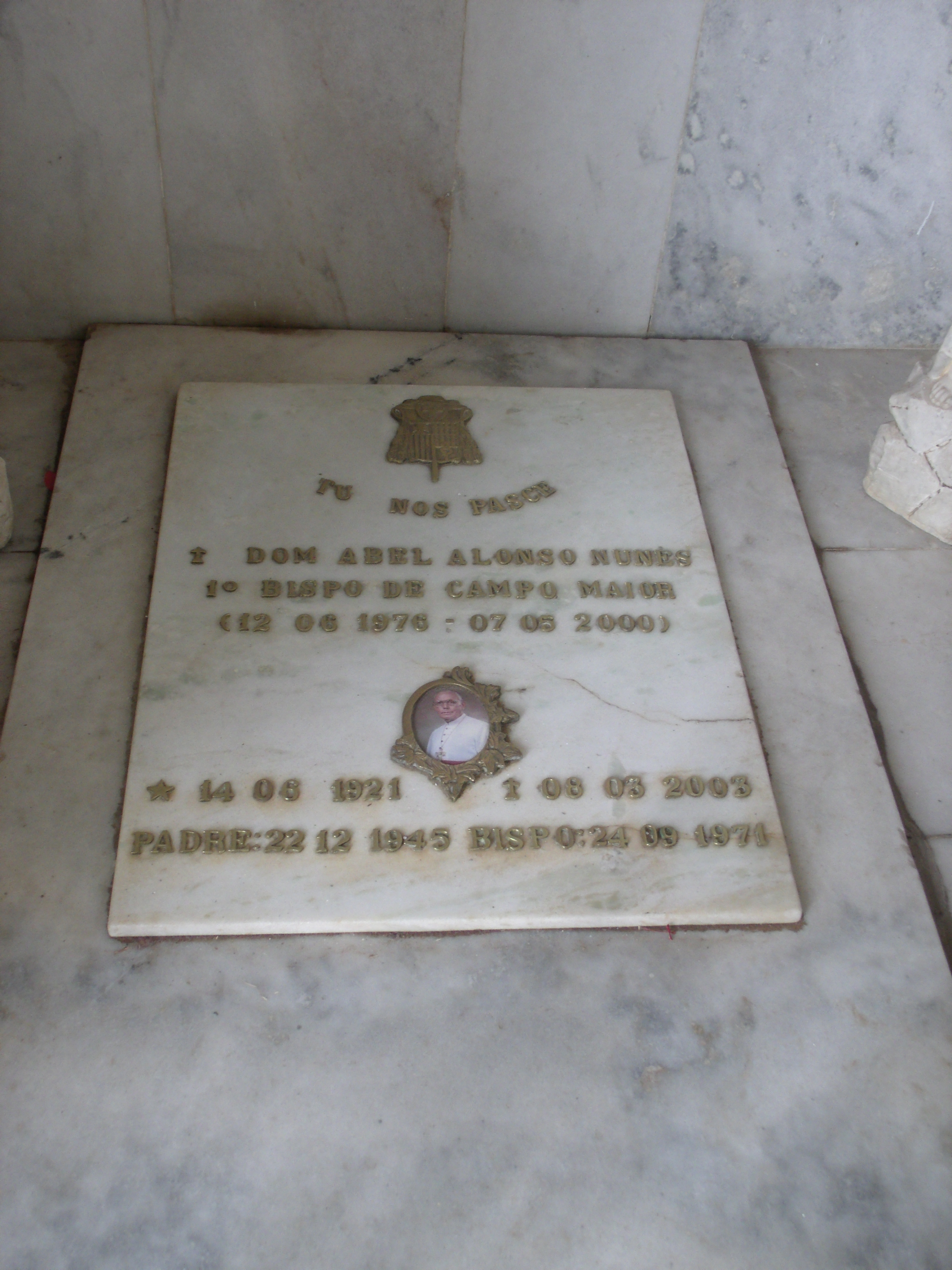
Lápide tumular na Catedral de Santo Antonio
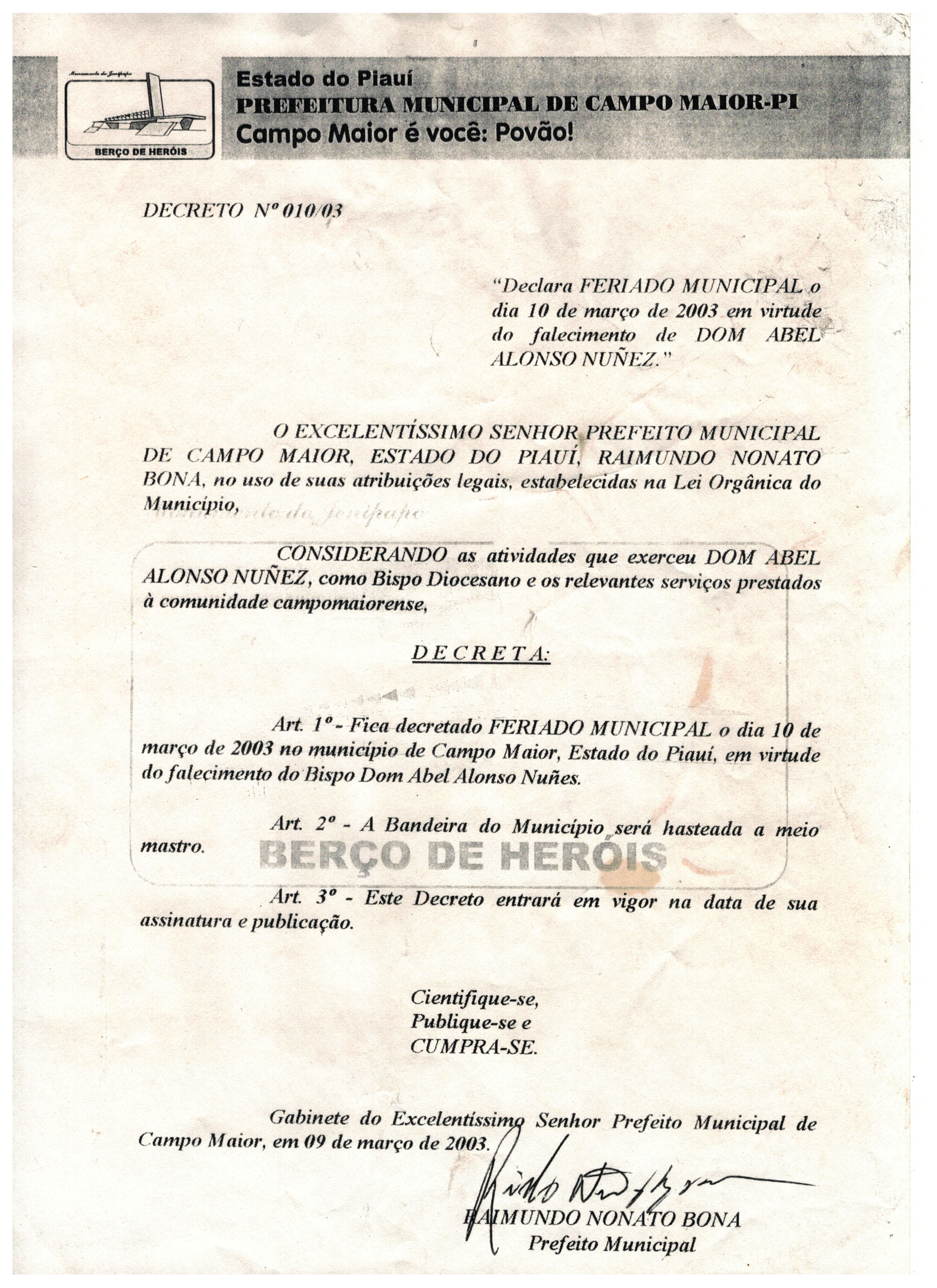
Decreto municipal de 9 de março de 2003 em que o município de Campo Maior decreta luto oficial pelo falecimento do bispo Dom Abel Alonso Núñez.
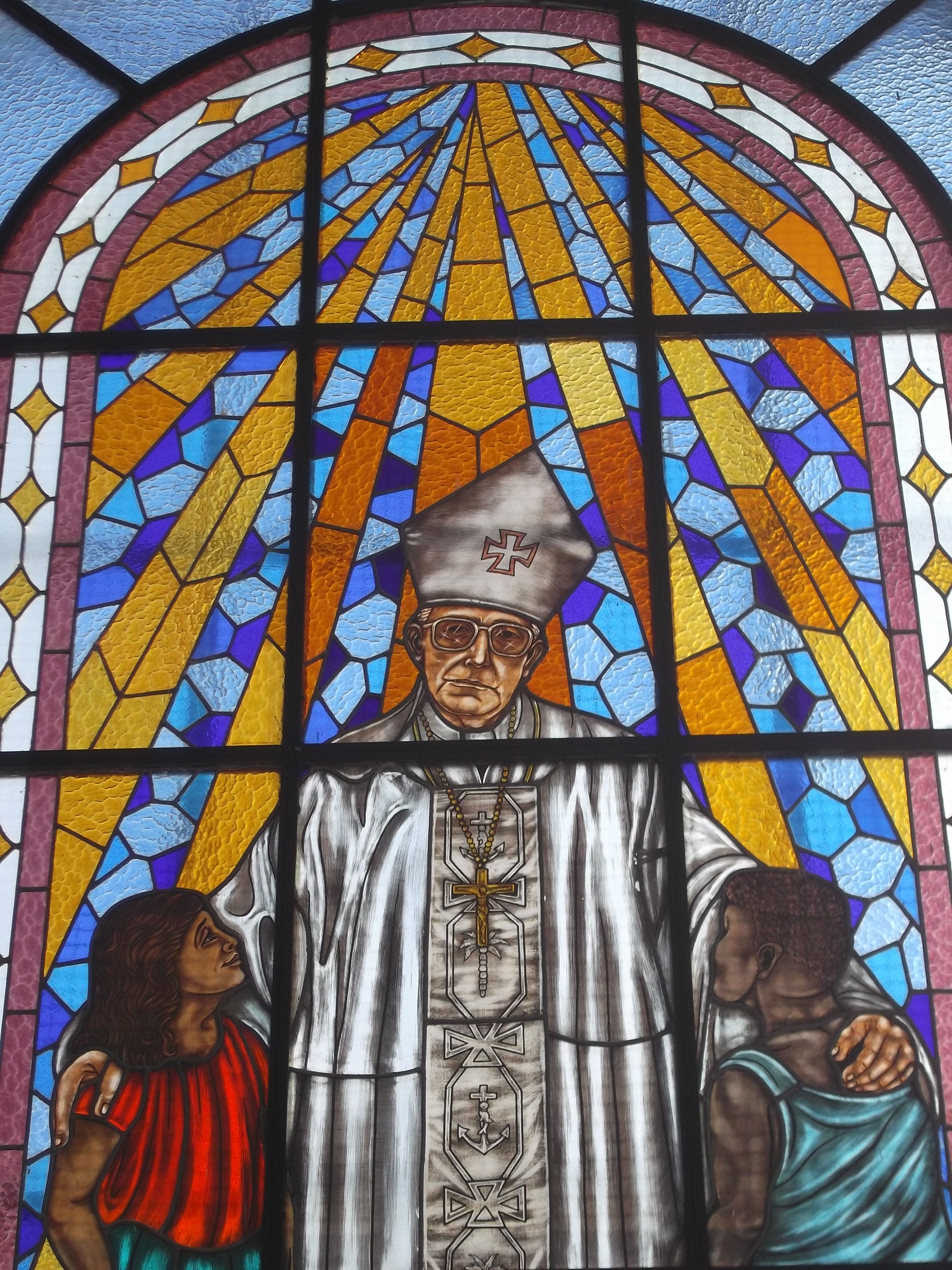
Dom Abel em vitral da Catedral de Santo Antônio.
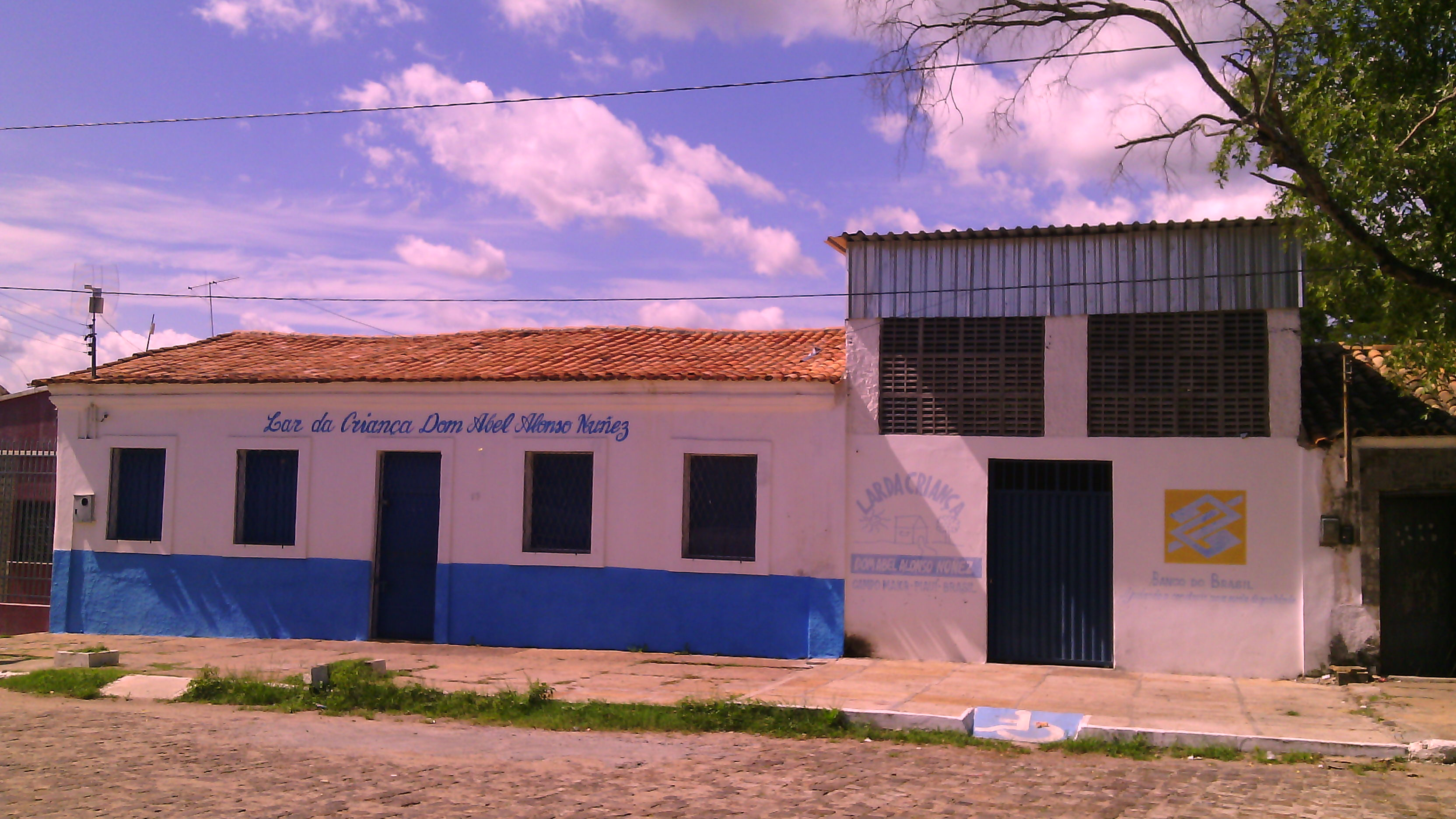
Escola Lar da Criança Dom Abel Alonso Núñez I, em Campo maior
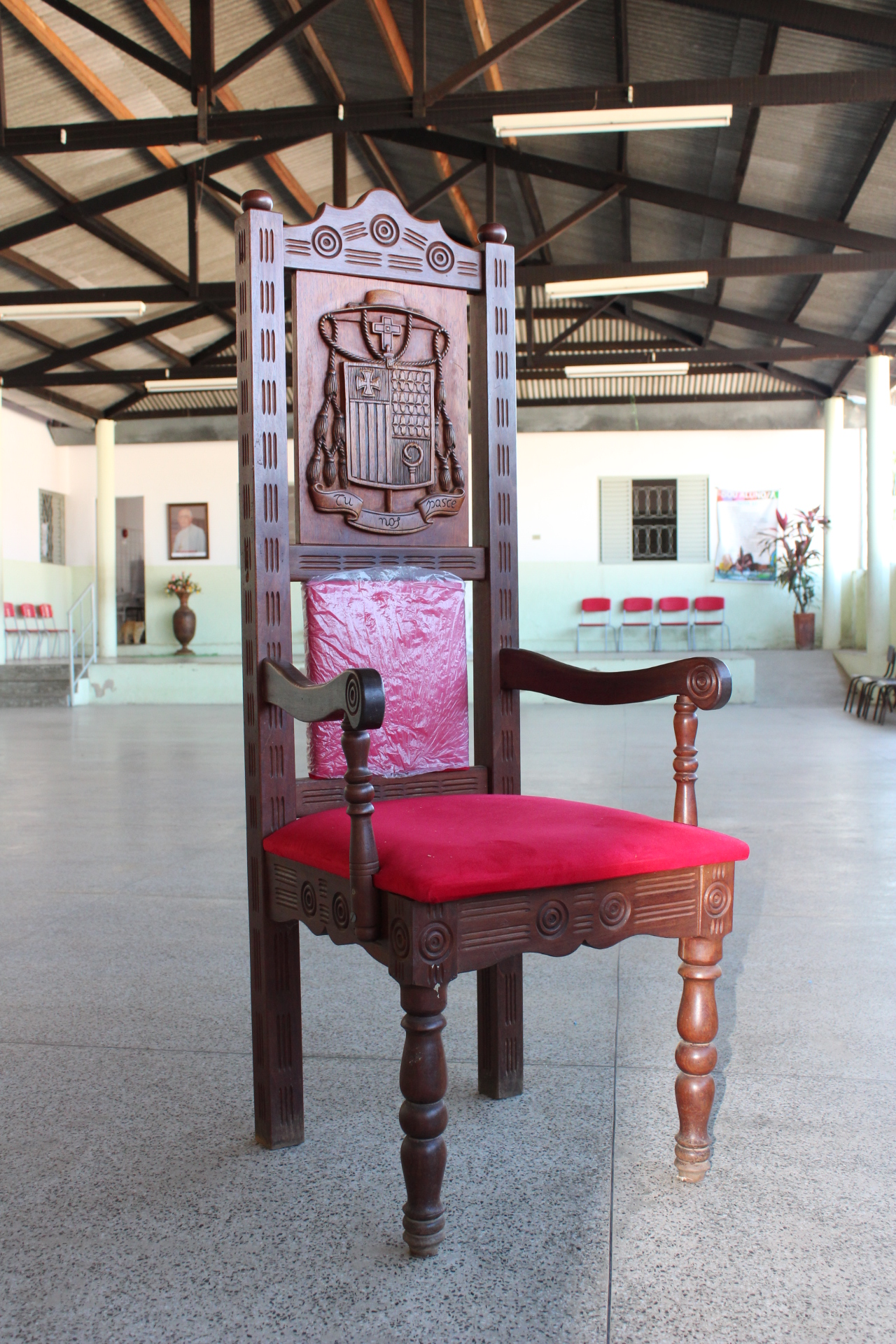
Cadeira episcopal com o brasão entalhado em relevo de marcenaria
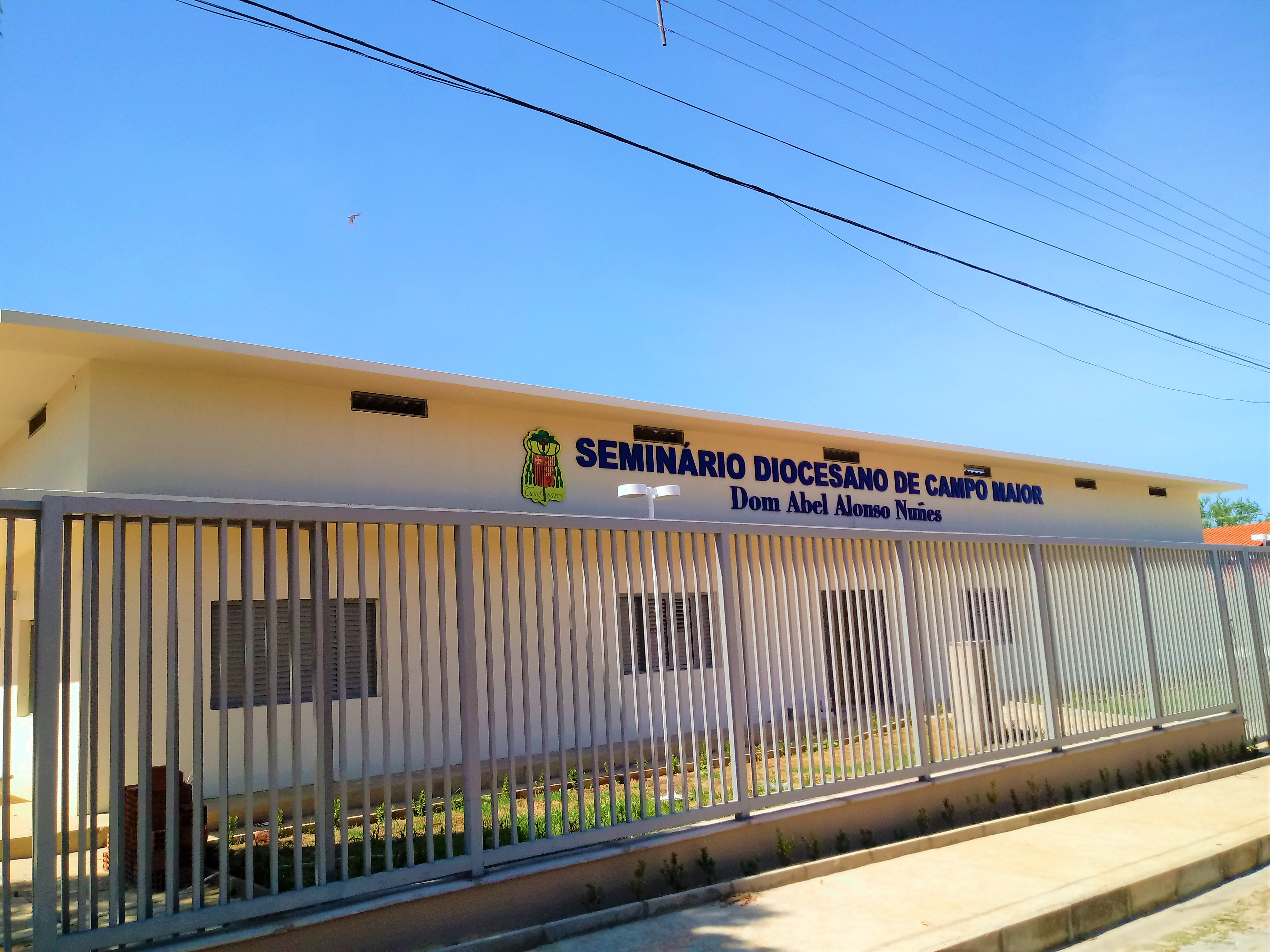
Seminário Dom Abel Alonso Nuñes.
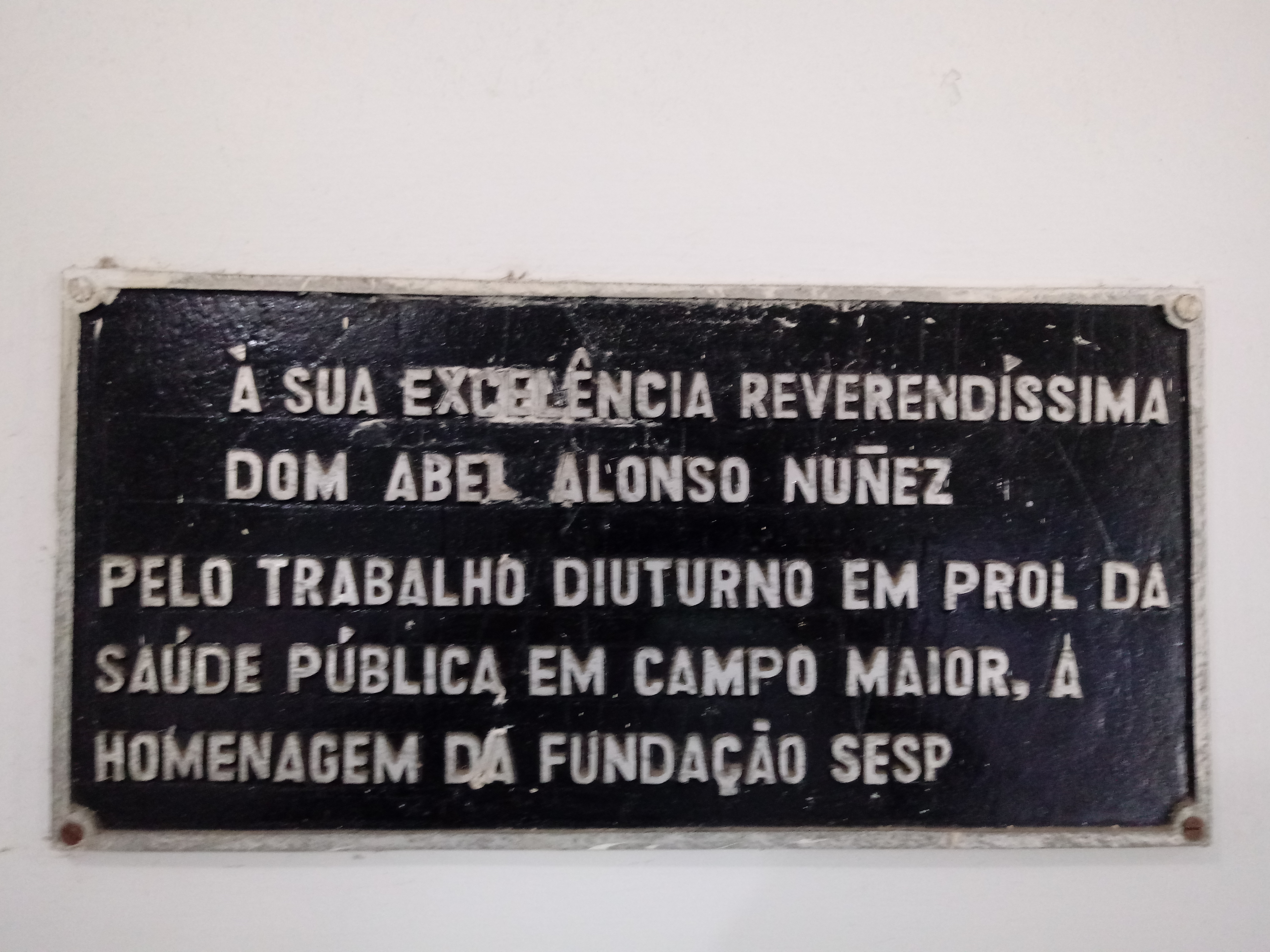
Placa de agradecimento no posto de saúde da FSESP.
- Título de cidadão piauiense